# Torneio Hubert Jerzeg Wagner de Voleibol de 2012
O Torneio Hubert Jerzeg Wagner de Voleibol de 2012 foi 10ª edição desta competição amistosa organizada pela Fundação Hubert Jerzy Wagner em parceria com a Federação Polonesa de Voleibol (em polonês/polaco:  Polski Związek Piłki Siatkowej) que ocorreu em Zielona Góra, Polônia, de 20 a 22 de julho.
A seleção polonesa conquistou seu quarto título da competição e o oposto polonês Bartosz Kurek foi eleito o melhor jogador do torneio.

## Formato da disputa
Disputa em turno único, com todas as seleções se enfrentando.

### Critérios de desempate
1. Número de vitórias
2. Número de pontos
3. Sets average
4. Pontos average

Partidas terminadas em 3–0 ou 3–1: 3 pontos para o vencedor, 0 pontos para o perdedor;
Partidas terminadas em 3–2: 2 pontos para o vencedor, 1 ponto para o perdedor.

## Seleções participantes
As seguintes seleções foram selecionadas para competir o torneio.
| Equipe    | Última participação |
| --------- | ------------------- |
| Polônia   | 2011                |
| Alemanha  | 2007                |
| Argentina | Estreante           |
| Irã       | Estreante           |

## Local das partidas
| Zielona Góra, Polônia |
| CRS Hall Zielona Góra |
| --------------------- |
|                       |
| Capacidade: 6 080     |

## Fase única
|     |           |     | Jogos | Jogos | Jogos | Resultados | Resultados | Resultados | Resultados | Resultados | Resultados | Sets | Sets | Sets  | Pontos | Pontos | Pontos |
| Pos | Equipe    | Pts | T     | V     | D     | 3–0        | 3–1        | 3–2        | 2–3        | 1–3        | 0–3        | V    | P    | R     | V      | P      | R      |
| --- | --------- | --- | ----- | ----- | ----- | ---------- | ---------- | ---------- | ---------- | ---------- | ---------- | ---- | ---- | ----- | ------ | ------ | ------ |
| 1   | Polônia   | 9   | 3     | 3     | 0     | 1          | 2          | 0          | 0          | 0          | 0          | 9    | 2    | 4.500 | 254    | 226    | 1.124  |
| 2   | Alemanha  | 6   | 3     | 2     | 1     | 1          | 1          | 0          | 0          | 1          | 0          | 7    | 4    | 1.750 | 274    | 251    | 1.092  |
| 3   | Argentina | 2   | 3     | 1     | 2     | 0          | 0          | 1          | 0          | 1          | 1          | 4    | 8    | 0.500 | 253    | 274    | 0.923  |
| 4   | Irã       | 1   | 3     | 0     | 3     | 0          | 0          | 0          | 1          | 0          | 2          | 2    | 9    | 0.222 | 226    | 256    | 0.883  |

### Resultados
- Todas as partidas seguiram o fuso horário local (UTC+2).

| Data   | Hora  |           | Placar |           | Set 1 | Set 2 | Set 3 | Set 4 | Set 5 | Total   | Relatório |
| ------ | ----- | --------- | ------ | --------- | ----- | ----- | ----- | ----- | ----- | ------- | --------- |
| 20 jul | 18:00 | Alemanha  | 3–1    | Argentina | 25–23 | 25–23 | 21–25 | 25–19 |       | 96–90   |           |
| 20 jul | 20:00 | Polônia   | 3–0    | Irã       | 26–24 | 25–20 | 25–21 |       |       | 76–65   |           |
| 21 jul | 14:00 | Argentina | 3–2    | Irã       | 25–16 | 18–25 | 25–22 | 20–25 | 17–15 | 105–103 |           |
| 21 jul | 16:30 | Polônia   | 3–1    | Alemanha  | 36–34 | 25–23 | 17–25 | 25–21 |       | 103–103 |           |
| 22 jul | 14:00 | Alemanha  | 3–0    | Irã       | 25–18 | 25–20 | 25–20 |       |       | 75–58   |           |
| 22 jul | 16:30 | Polônia   | 3–0    | Argentina | 25–19 | 25–23 | 25–16 |       |       | 75–58   |           |

## Classificação final
| Posição | Equipe    |
| ------- | --------- |
| 1       | Polônia   |
| 2       | Alemanha  |
| 3       | Argentina |
| 4       | Irã       |

## Premiações
| Torneio Hubert Jerzeg Wagner de 2012 |
| Polónia                              |
| ------------------------------------ |
| Polônia Campeã (4º título)           |

### Individuais
Os atletas que se destacaram individualmente foramː
| - Most Valuable Player (MVP) Bartosz Kurek - Melhor saque György Grozer - Melhor recepção Michał Winiarski - Melhor bloqueador Marcus Böhme | - Melhor ataque Zbigniew Bartman - Melhor levantador Łukasz Żygadło - Melhor líbero Markus Steuerwald |